# Colom blanc-i-negre
El colom blanc-i-negre (Columba leucomela) és un colom, per tant un ocell de la família dels colúmbids (Columbidae) que habita els boscos a la llarga de la costa oriental d'Austràlia i illes properes.